# Ferula loscosii
Ferula loscosii és una espècie de planta de la família de les Apiàcies.
És una herba perenne, amb restes fibroses a la base. Tiges de 40-100(130) cm d'alçada, erectes, estriades. Fulles 5-6 pinnatisectes; les basals de 40-50 cm, lleugerament crasses, glabres; les caulinars molt reduïdes i escampades, a vegades inexistents, amb divisions d'últim ordre de (0,25)0,5-2(4) × (0,25)0,4-0,7(1) mm, linears. Umbel·les terminals sostingudes per peduncles de (8)22-64(130) mm, amb (5)7-14(20) radis de (20)37-66(90) mm; umbel·les laterals normalment sobre peduncles tan llargs com els de les de primer ordre -a vegades falten-, amb radis de (12)16-27(35) mm. Bràctees inexistents. Bractèoles de fàcil caiguda. Fruits comprimits, però mericarps amb el dors ± convex; aquests de (6)8-11(12) x 4-6(7) mm, oblongs, amb les costelles dorsals ± gruixudes, les comissurals prolongades en ala de (0,25)0,5-1 mm d'amplada. Nombre de cromosomes de Ferula loscosii: 2n=22.
Es troba a les pastures terofítiques de caràcter estèpic i matollars, a substrat calcari-argilós i també guixós; a una altitud de 100-500(840) m, a les zones semiàrides de la península Ibèrica, principalment a la depressió de l'Ebre, també al sud de Madrid, Còrdova i Conca.